# Kingwood (West Virginia)
|  | Dieser Artikel wurde aufgrund von inhaltlichen Mängeln auf der Qualitätssicherungsseite des Projektes USA eingetragen. Hilf mit, die Qualität dieses Artikels auf ein akzeptables Niveau zu bringen, und beteilige dich an der Diskussion! Eine nähere Beschreibung der zu behebenden Mängel fehlt. |

Kingwood ist eine City in und County Seat des Preston County im US-Bundesstaat West Virginia. Das U.S. Census Bureau hat bei der Volkszählung 2020 eine Einwohnerzahl von 2980 ermittelt.
Kingwood hat eine Fläche von 6,4 km². Die Stadt wird von der West Virginia State Route 7 und von der West Virginia State Route 26 tangiert. 

## Geschichte
Kingwood wurde 1815 gegründet.

## Persönlichkeiten
Die Stadt ist der Geburtsort des Politikers William G. Conley, der von 1929 bis 1933 18. Gouverneur von West Virginia war.